# Hank Mobley

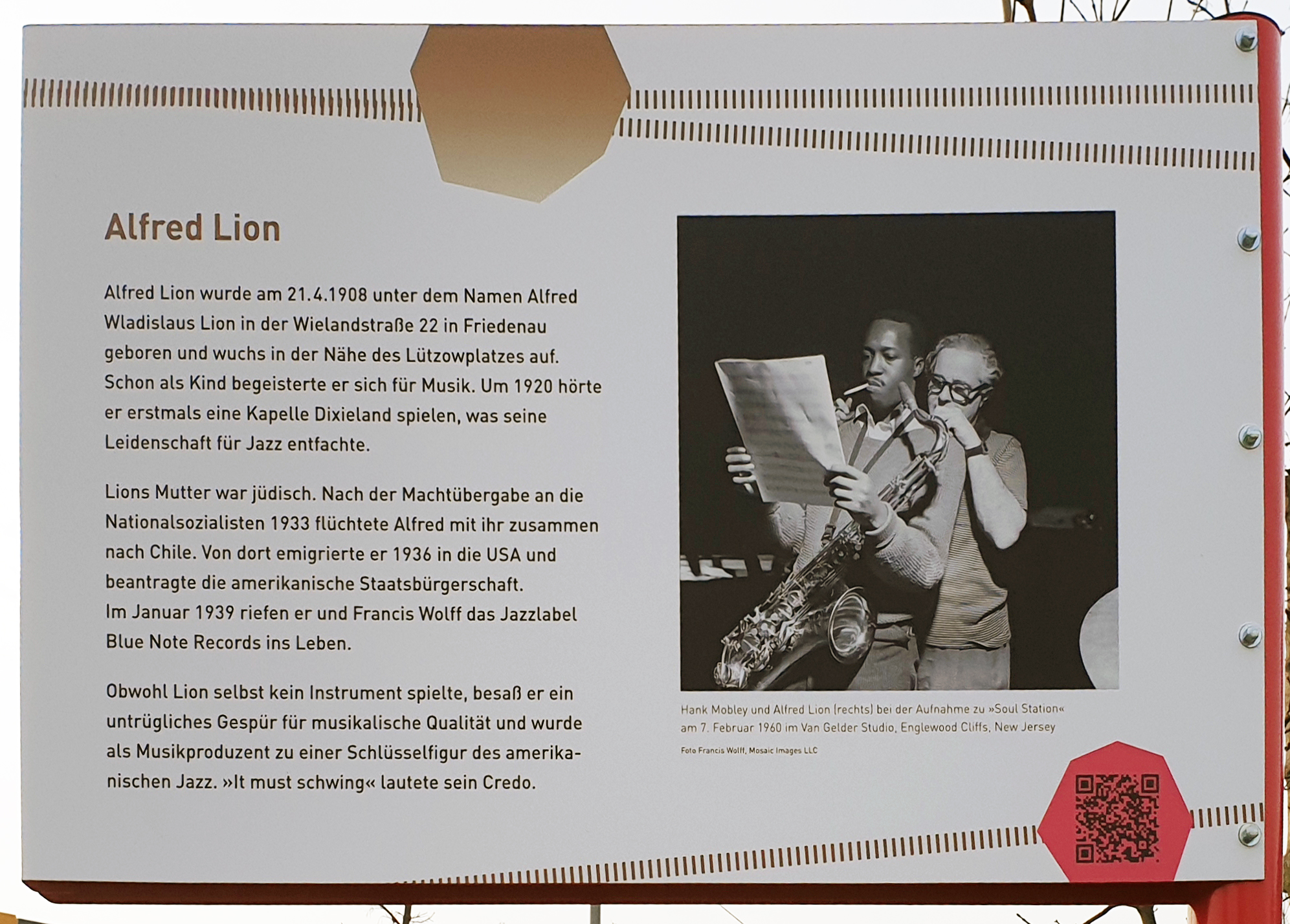
Gedenktafel am Alfred-Lion-Steg, in Berlin-Schöneberg

Henry „Hank“ Mobley (* 7. Juli 1930 in Eastman, Georgia; † 30. Mai 1986 in Philadelphia, Pennsylvania) war ein US-amerikanischer Tenorsaxophonist und Komponist des Hard Bop und Soul Jazz. Mit seiner melodischen Spielweise beeinflusste er zahlreiche Musiker, zum Beispiel Junior Cook, George Coleman und in gewissem Grade auch Joe Henderson. Er nahm zwischen 1955 und 1970 insgesamt 25 Alben unter eigenem Namen für Blue Note Records auf.
Laut Rolling-Stone-Musikmagazin gehört Hank Mobleys selbstbetiteltes Album von 1957 mit der Katalognummer BLP 1568 zu den „50 wertvollsten Vinyl-Platten der Welt“. Mit veranschlagten 6250,00 US-Dollar für die Originalpressung steht Hank Mobley in der Liste auf Platz 16.

## Werdegang

### Frühe Jahre (1930–1954)
Mobley wuchs in Elizabeth, New Jersey, nahe Newark, in einer musikalischen Familie auf. Da fast alle Mitglieder der Familie Klavier spielten, wurde das auch Hanks erstes Instrument; er wechselte jedoch im Alter von 16 Jahren zum Tenorsaxophon. Er war Autodidakt und lernte, auf Empfehlung seines Onkels, von den Platten Lester Youngs, von Don Byas, Dexter Gordon und Sonny Stitt. Seine ersten Auftritte hatte Mobley in Rhythm-and-Blues-Bands wie der des Pianisten Paul Gayton (1949–51). In der Gayton-Band spielten damals auch Cecil Payne, Clark Terry, Aaron Bell und Sam Woodyard, die aus dem Duke Ellington Orchestra stammten und Mobley 1953 kurzzeitig als Ersatz für den erkrankten Jimmy Hamilton in die Ellington Band holten; allerdings ist Mobley auf Plattenaufnahmen aus dieser Zeit als Solist nicht zu hören.
Mobley hatte sein Debüt als Jazzmusiker in der Hausband eines Newarker Nachtklubs. Dieser Job gab ihm die Gelegenheit, mit Miles Davis, Dexter Gordon, Billie Holiday, Bud Powell und Lester Young zu spielen. Max Roach engagierte Mobley und Walter Davis Jr. nach einem Engagement in diesem Newarker Klub und brachte beide in die New Yorker Clubs und ermöglichte ihnen im April 1953, bei einem Aufnahmetermin bei Debut Records in seinem Sextett mit Idrees Sulieman und Gigi Gryce zu spielen. Mobley spielte dann Anfang 1954 bei Tadd Dameron, Milt Jackson und J. J. Johnson; in der zweiten Hälfte des Jahres war er Mitglied der Band von Dizzy Gillespie und wirkte an dessen Sessions für Norman Granz’ Norgran Label mit. Im September 1954 verließ er die Gillespie-Band, um im Quartett des Pianisten Horace Silver zu arbeiten, das im Minton’s Playhouse auftrat; eine Gruppe, die durch den Bassisten Doug Watkins und den Schlagzeuger Arthur Edgehill und später dann durch Art Blakey komplettiert wurde.

### Die Hardbop-Jahre (1954–1959)
Am 13. November 1954 fand die erste Aufnahmesession für das Label Blue Note Records statt, an der Mobley mitwirkte. Das Horace Silver Quartett war die Keimzelle der Jazz Messengers; Mobley gehörte mit ihm zu den Mitbegründern der damals populären Richtung im Jazz, des Hardbop. Die Ergebnisse dieser Sessions wurden unter dem Titel Horace Silver and the Jazz Messengers veröffentlicht. Mobleys lyrikreicher, bluesiger Stil und Silvers Funkansätze unterschieden sich deutlich vom Cool Jazz. Als die Jazz Messengers sich 1956 spalteten, machte Mobley für kurze Zeit zusammen mit dem Pianisten Silver weiter, obgleich er einige Jahre später wieder mit Blakey zusammenarbeitete.
Nachdem schon im März 1955 Aufnahmen mit Silvers Quartett unter Mobleys Namen erfolgten, nahm der Saxophonist im Juli 1956 unter eigenem Namen einige Titel in Quintett- und Sextett-Besetzung auf, an denen Donald Byrd und Jackie McLean mitwirkten (Mobley's Message). Im November hatte er ein Sextett mit den Trompetern Lee Morgan und Donald Byrd; außerdem wirkte er an einer New Jazz/Prestige-Session mit Art Farmer mit. Aus der Zusammenarbeit mit den beiden Trompetern kam er mit Prestige Records in Kontakt; in der Folge wirkte er an einigen Studiositzungen mit, wie den Aufnahmen mit den Prestige All Stars, u. a. mit Al Cohn, John Coltrane und Zoot Sims, die dann unter dem Titel Tenor Conclave veröffentlicht wurden. Außerdem nahm er unter eigenem Namen für Savoy Records auf.
Ende der 1950er Jahre entstanden Alben wie Hank Mobley and His All-Stars mit Milt Jackson am Vibraphon (1957), Peckin' Time (1958) mit Lee Morgan und Hank mit John Jenkins. 1958 erweiterte er seine Band zum Septett um den Posaunisten Curtis Fuller. Während dieser Jahre war Hank Mobley ein vielbeschäftigter Musiker in Rudy Van Gelders Studio; er spielte bei den Blue Note-Aufnahmen von Kenny Burrell, Jimmy Smith, Johnny Griffin, Curtis Fuller und immer wieder mit Horace Silver. Außerdem arbeitete er mit dem Pianisten Sonny Clark, so bei dessen Album Dial 'S' for Sonny. Zum Jahreswechsel 1957/58 ging er dreimal mit Max Roach ins Studio und wirkte bei dessen Alben Max Roach + 4 & More, The Max Roach 4 Plays Charlie Parker und Max Roach – MAX mit.
1959 nahm Mobley keine Platten unter eigenem Namen auf; er wurde zusammen mit Lee Morgan erneut Mitglied von Art Blakeys Jazz Messengers und fungierte zeitweilig als deren musikalischer Leiter. Im März 1959 nahm er mit Sonny Clark My Conception auf. 1960 trennte er sich von den Messengers und arbeitete mit Freddie Hubbard zusammen, mit dem er unter verschiedenen Namen drei Alben einspielte, zuerst als Freddie Hubbard Quintet Goin' Up, dann unter eigenem Namen Roll Call und dann als Kenny Drew Quintet Undercurrent.

### Die 1960er Jahre
In den 1960er Jahren arbeitete Mobley hauptsächlich als Leiter eigener Ensembles. Im Februar 1960 entstand sein Album Soul Station mit Blakey, Wynton Kelly und Paul Chambers als Rhythmusgruppe; ein Jahr wirkte der Gitarrist Grant Green mit, der auch auf Mobleys Album Workout zu hören ist.
Außerdem verbrachte Mobley 1961 eine kurze Zeit mit Miles Davis, während dieser einen Ersatz für John Coltrane suchte. Mobley ist auf dem Album Someday My Prince Will Come (neben Coltrane, der für die Aufnahme des Titelstücks sowie den Titel „Teo“ zurückkehrte und zwei Soli spielte) und bei manchen Liveaufnahmen (In Person: Live at the Blackhawk und At Carnegie Hall) zu hören.
Er musste bald wegen Drogenmissbrauchs und der damit verbundenen Gefängnisstrafe ein Jahr pausieren und ging erst wieder im Januar 1963 mit Donald Byrd ins Studio; es entstand das Album A New Perspective, bei dem er einen Gospelchor mit dem Sound einer Jazzformation verband. Um 1963/64 entstanden seine eigenen Alben No Room For Squares, The Turnaround und Straight No Filter; außerdem wirkte er bei Herbie Hancocks Blue Note-Album My Point of View mit. Von März bis Oktober entstand eines von Mobleys bedeutendsten Alben, No Room For Squares, mit Morgan, Byrd, der jungen Blue-Note-Entdeckung Andrew Hill und Herbie Hancock. Es ist ein Album mit ausschließlich Kompositionen von Hank Mobley.
Im Jahr 1964 musste Mobley erneut wegen seiner Drogenproblematik die Karriere unterbrechen, kam aber 1965 auf die Jazzszene zurück und nahm die relativ routinierten Soul-Jazz-Platten Dippin’ und A Caddy for Daddy auf. Im März ging er dann mit Grant Green ins Studio und spielte eine Platte, die sich dem Publikumsgeschmack der Zeit anpasste, I Want to Hold Your Hand.
Mitte der 1960er Jahre spielte er mit Lee Morgan (Cornbread), Elvin Jones und Donald Byrd (Mustang). 1968 entstand unter eigenem Namen Reach Out! mit Woody Shaw, Lamont Johnson und George Benson, wiederum ein Album mit starken Zugeständnissen an den Zeitgeschmack. 1968/69 lebte Mobley für fast zwei Jahre in Europa: 1968 spielte er häufig in Ronnie Scott’s Jazz Club in London; 1969 war er in Paris: Dort wirkte er an Archie Shepps Poem for Malcolm mit und spielte sein Blue Note-Album The Flip mit Dizzy Reece und Philly Joe Jones ein.

### Die letzten Jahre (1970–1986)
1970 kehrte er nach New York zurück, wo er als freischaffender Musiker arbeitete und mit Cedar Walton eine Band gründete; im September 1970 entstand die (erst posthum veröffentlichte) letzte Blue Note-LP Thinking Of Home mit Walton und Woody Shaw, das eine von Mobley komponierte dreiteilige Suite enthält, das einzige längere von ihm erhaltene Werk.
Im Februar 1972 entstanden noch Aufnahmen des Cedar Walton/Hank Mobley Quintetts mit dem Saxophonisten Charles Davis, Sam Jones und Billy Higgins. 1973 gastierte Mobley in Chicago. Mobley war Mitte der 1970er-Jahre wegen Lungenproblemen gezwungen sich zurückzuziehen; 1975 zog er nach Philadelphia.
Seine letzte Aufnahmesitzung fand am 22. März 1980 mit dem Trio von Tete Montoliu mit George Mraz und Al Foster für das Label SteepleChase statt (ein Stück auf dem Album I Wanna Talk About You). In diesem Jahr sprach der Melody Maker von „einer halbinvaliden Verfassung Mobleys“ auf Grund von Drogenproblemen. 1985 arbeitete er kurz mit Duke Jordan zusammen; 1986 war er auf dem Blue Note-Festival anwesend, ohne jedoch zu spielen. Er starb schließlich am 30. Mai 1986 an einer Lungenentzündung.

## Stimmen seiner Kollegen
Mobley wurde von Leonard Feather als der „Mittelgewicht-Champion des Tenorsaxophons“ bezeichnet; der Melody Maker titelte über ihn als den „Daddy des Hardbop-Tenors“. Er spielte „weder so aggressiv wie Coltrane noch so sanft oder cool wie Getz, aber immer swingend mit einer etwas eigenwilligen Auffassung von Rhythmus und Melodie, die ihn manchmal bis an seine Grenzen trieb. Und weil sein Stil – im Gegensatz zu dem von Musikern wie Sonny Rollins und John Coltrane – locker, feinsinnig und melodisch war, wurde sein Talent bis zu seinem Ableben hauptsächlich nur von Kennern geschätzt.“
Benny Golson, sein Nachfolger als Saxophonist bei Art Blakeys Jazz Messengers, sagte über ihn: “Hank Mobley is the most lyrical saxophonist I've ever heard. He sang into his horn.” („Hank Mobley ist der lyrischste Saxophonist, den ich jemals gehört habe. Er sang in sein Horn.“)
Miles Davis, der 1961 mit Mobley die Platte Someday My Prince Will Come aufgenommen hatte, äußerte sich in seinen Memoiren kritisch: „Allmählich langweilte mich die Musik, weil ich mit Hank Mobleys Stil nicht zurechtkam. Es machte einfach keinen Spaß, mit Hank zu spielen; er konnte meine Fantasie nicht anregen.“
Der Jazzpianist Horace Silver, Kollege bei den Jazz Messengers, lobte Mobley in seiner Autobiografie:

“Kenny Dorham and Hank Mobley are two of the most underrated musicians in jazz. They worked so well together. They were both giants. They sure played some slick shit when they improvised.”

„Kenny Dorham und Hank Mobley sind zwei der meistunterschätzten Musiker des Jazz. Sie haben so gut zusammengearbeitet. Sie waren beide Giganten. Wenn sie improvisierten, spielten sie wirklich raffiniertes Zeug.“

## Auszeichnungen
- 2019: Down Beat Jazz Hall of Fame (Readers Poll)

## Kompositionen (Auswahl)
- Avila and Tequila
- Bossa de Luxe
- Carol’s Interlude
- Hankerin’
- Hank’s Symphony
- Hank’s Tune
- Hank’s Other Tune
- Infra-Rae
- Mobley’s Musings
- Mobleymania
- Mobleyzation
- No Room for Squares
- Split Feelin’s
- The Turnaround

## Ausgewählte Diskografie

### Bandleader
- 1955: Hank Mobley Quartet (Blue Note)
- 1956: The Jazz Message of Hank Mobley (Savoy Records)
- 1956: Mobley's Message (Prestige Records; 1957)
- 1956: Mobley's 2nd Message (Prestige; 1957)
- 1956: Tenor Conclave (mit Al Cohn, John Coltrane und Zoot Sims)
- 1956: Hank Mobley with Donald Byrd and Lee Morgan (Blue Note, 1957)
- 1957: Hank Mobley and His All Stars (Blue Note)
- 1957: Hank Mobley Quintet (Blue Note)
- 1957: Hank (Blue Note)
- 1957: Hank Mobley (Blue Note)
- 1957: Curtain Call (Blue Note, 1984)
- 1957: Poppin’ (Blue Note; 1980)
- 1958: Peckin’ Time (Blue Note; 1959)
- 1960: Soul Station (Blue Note, 1960)
- 1960: Roll Call (Blue Note; 1961)
- 1961: Workout (Blue Note; 1962)
- 1961: Another Workout (Blue Note; 1985)
- 1963: No Room for Squares (Blue Note; 1964)
- 1965: The Turnaround (Blue Note, 1965)
- 1965: Dippin’ (Blue Note, 1966)
- 1965: A Caddy for Daddy (Blue Note, 1967)
- 1963–66: Straight No Filter (Blue Note, 1985)
- 1966: A Slice of the Top (Blue Note, 1979)
- 1967: Third Season (Blue Note, 1980)
- 1967: Far Away Lands (Blue Note, 1984)
- 1967: Hi Voltage (Blue Note, 1968)
- 1968: To One So Sweet. Stay That Way: Hank Mobley in Holland (Nederlands Jazz Archief, 2017)[14]
- 1969: The Flip (Blue Note, 1970)
- 1970: Thinking of Home (Blue Note, 1970/1980)

### Sammlung
- The Complete Blue Note Hank Mobley Fifties Sessions (Mosaic, 1998)
- Lee Morgan: Complete Introducing Sessions Featuring Hank Mobley (Lone Hill Jazz, 2004)
- The Complete Hank Mobley Blue Note Sessions 1963-70 (Mosaic, 2020)[15]

### Sideman
- Dizzy Gillespie: Diz and Getz (Verve, 1953/1954)
- Jackie McLean: 4, 5 and 6 (Prestige, 1956)
- Art Farmer: Farmer's Market (Prestige, 1956)
- Johnny Griffin: A Blowing Session (Blue Note, 1957)
- Elmo Hope: The All-Star Sessions (Milestone, 1956–1961)
- Freddie Hubbard: Goin’ Up (Blue Note, 1961)
- Philly Joe Jones & Elvin Jones: Together! (Atlantic, 1961)
- Herbie Hancock: My Point of View (Blue Note, 1963)
- Elvin Jones: Midnight Walk (Atlantic, 1967)

Mit Max Roach
- 1953: The Max Roach Quartet featuring Hank Mobley (Debut)
- 1957: The Max Roach 4 Plays Charlie Parker (EmArcy)
- 1958: MAX (Argo Records)

Mit Horace Silver
- 1954: Horace Silver and the Jazz Messengers (Blue Note, 1956)
- 1956: Silver's Blue (Epic, 1956)
- 1956: 6 Pieces of Silver (Blue Note, 1957)
- 1957: The Stylings of Silver (Blue Note)

Mit Kenny Dorham
- 1955: Afro-Cuban (Blue Note)
- 1961: Whistle Stop (Blue Note)

Mit The Jazz Messengers
- 1955: At the Cafe Bohemia, Vol. 1 & 2 (Blue Note, 1956)
- 1956: The Jazz Messengers (Columbia)
- 1959: At the Jazz Corner of the World (Blue Note)
- 1959: Just Coolin’ (Blue Note, 2020)[16]

Mit Lee Morgan
- 1956: Introducing Lee Morgan (Savoy)
- 1956: Lee Morgan Sextet (Blue Note, 1957)
- 1965: Cornbread (Blue Note, 1967)
- 1966: Charisma (Blue Note, 1969)
- 1966: The Rajah (Blue Note, 1985)

Mit Kenny Drew
- 1957: This Is New (Riverside)
- 1960: Undercurrent (Blue Note, 1961)

Mit Curtis Fuller
- 1957: The Opener (Blue Note; BLP 1567)
- 1959: Sliding Easy (United Artists; UAL 4041)

Mit Sonny Clark
- 1957: Dial "S" for Sonny (Blue Note)
- 1957/59: My Conception (Blue Note, 1979)

Mit Miles Davis
- 1961: Someday My Prince Will Come (Columbia)
- 1961: Friday Night at The Black Hawk (Columbia)

Mit Donald Byrd
- 1963: A New Perspective (Blue Note, 1964)
- 1967: Blackjack (Blue Note, 1968)

## Lexikalischer Eintrag
- Ian Carr, Digby Fairweather, Brian Priestley: Rough Guide Jazz. Der ultimative Führer zum Jazz. 1800 Bands und Künstler von den Anfängen bis heute. 2., erweiterte und aktualisierte Auflage. Metzler, Stuttgart/Weimar 2004, ISBN 3-476-01892-X.
- Richard Cook, Brian Morton: The Penguin Guide to Jazz Recordings. 8. Auflage. Penguin, London 2006, ISBN 0-14-102327-9.
- Leonard Feather, Ira Gitler: The Biographical Encyclopedia of Jazz. Oxford University Press, New York 1999, ISBN 0-19-532000-X.